# Sciences de l'information et de la communication
Pour les articles homonymes, voir SIC et STIC (homonymie).
 (avril 2013).

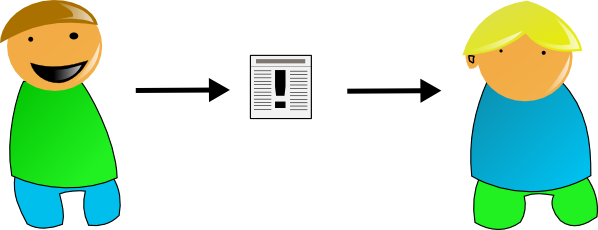
Schéma simpliste de la transmission linéaire de l'information dans la communication (paradigme mécaniste)

Les sciences de l'information et de la communication (SIC) forment un champ de recherches universitaires, connu sous ce nom en France, Belgique, Suisse, Algérie et au Maroc. Au Québec, on se réfère aux études en « Communication » ou « Science de l'information ».
Les SIC sont créées en France au cours du XXe siècle, en écho aux interdisciplines américaines préexistantes media studies, communication studies et information science, ainsi qu'à la Publizistikwissenschaft (de) allemande. Cette nouvelle discipline se fonde sans que les chercheurs qui y participent ne partagent un paradigme commun. Du fait de la multiplication des référents théoriques, elle se constitue en « inter-discipline », ce qui interroge sur sa légitimité disciplinaire auprès des disciplines plus anciennes qui nourrissent ses travaux. C'est ainsi que les SIC empruntent largement aux sciences humaines sans ignorer pour autant les sciences de l'ingénieur : l'informatique, la cybernétique, les théories du signal (etc.), trouvent un écho dans les recherches relatives à l'information ; les recherches sur la communication organisationnelle (institution, organisation, entreprise...) recoupent en partie les recherches en gestion ; les sciences de la documentation (documentation, bibliologie, bibliothéconomie…) et des métiers du livre se rapprochent de l'information et des sciences de l'éducation ; les sciences de la communication font appel à la sociologie, à la psychologie, à l'anthropologie, à l'histoire, à la sémiologie, à la philosophie (etc.) et engendrent de nouvelles recherches spécifiques aux SIC. Naissent ainsi de nouveaux courants tels que l’épistémologie des SIC, l’histoire des SIC, la didactique des SIC, l'anthropo-sémiotique et l'anthropologie de la communication.
Le XXIe siècle marque un tournant dans la discipline dans la mesure où les chercheurs en SIC soutiennent désormais une thèse dans cette discipline, quand leurs prédécesseurs avaient rejoint les SIC après un cursus doctoral dans une autre discipline. Cette évolution contribue à une structuration plus forte de son organisation et au renforcement du corpus théorique issu de l'histoire des SIC. La reconnaissance de la discipline dépasse le monde strictement universitaire, comme en témoigne l'intérêt des médias pour les chercheurs qui analysent la société contemporaine au prisme des SIC.

## Historique
Le champ de connaissance a émergé après la Seconde Guerre, sans que l'histoire des sciences de la communication et de l'information se confondent entièrement. L'histoire des sciences de l'information s'enracine dans l'évolution des techniques documentaires et le développement de l'informatique.
Le versant communicationnel des SIC s'est constitué par la diffusion d'un discours utopique sur la communication (Norbert Wiener, Harold Innis, Marshall Mac Luhan) ou critique (Herbert Schiller (en), Armand Mattelart), ainsi que par l'usage grandissant de techniques de sondage d'opinion (George Gallup, Jean Stoetzel).
En France, dans les années 1970, le projet scientifique concerne également la schématologie, la publicité et l'édition ; à partir des années 1990, il inclut de nombreuses recherches concernant les technologies de l'information et de la communication, l'Internet et les nouveaux médias, les communications organisationnelles.
L'absence de nom collectif rend ardue la visibilité de la discipline : on parle de "communicologie" au début des années 1980 ; on tente la "médiologie" au début des années 1990 ; on essaie la « médialogie » depuis peu... Mais, dans les médias, les « communicologues » sont souvent étiquetés en référence à des disciplines plus anciennes et sont assimilés aux « sociologues », « philosophes », « politologues », voire « historiens », ce qui laisse dans le flou l'existence d'une discipline universitaire spécifique. Depuis les années 2000, cette assimilation s'estompe progressivement, sauf quand il s'agit de nouveaux courants de la discipline comme celui de l' "anthropologie de la communication" dont les chercheurs sont associés aux  « anthropologues ».
Le positionnement des sciences de l'information et de la communication est également intéressant pour cette question.

## Institutionnalisation, organisation, rayonnement
L'institutionnalisation des Sciences de l'information et de la communication française s'effectue en 1975 par la création de la 71e « section » du Conseil national des universités. Un premier état des lieux de la discipline, analysé, domaine par domaine, est, en effet, effectué par le Comité national d'évaluation en 1992-1993. En 2009, une « Commission interdisciplinaire » (CID 42) intitulée "Sciences de la communication" fonctionne au sein du CNRS. Ces instances revêtent une importance réelle en matière d'évaluation, de recrutement et de carrière.
En 2010, les responsables des laboratoires en SIC labellisés par le ministère décident de se rencontrer régulièrement en une "Conférence permanente des directrices et directeurs des unités de recherche en sciences de l'information et de la communication" (CPDirSIC) . Elle prend le statut d'association à but non lucratif et se donne pour objectif de permettre aux responsables d'équipes et de laboratoires d'échanger des informations sur la gestion des laboratoires, de développer et de valoriser la discipline, et de contribuer à la culture commune. L'adhésion est volontaire. En 2018, la CPDirSIC s'élargit aux responsables d'équipes SIC intégrés dans des laboratoires pluridisciplinaires.
Les SIC existent également au travers de sociétés savantes françaises ou étrangères et de réseaux de recherches internationaux au rang desquels on trouve : la SFSIC (Société française des sciences de l’information et de la communication), l'ACC (Association canadienne de communication), l’AIÉRI (Association internationale des études et recherches sur l’information), l’ICA (International communication association), l’ECREA (European Communication Research and Education Association), l’AMIC (Asociación mexicana de Investigadores de la comunicación), les UNITWIN digital campusUNESCO (E. laboratoire on Human Trace Unitwin Complexes Systèmes Digital Campus) et les chaires universitaires UNESCO (URBICOM). Elles existent également sur le plan scientifique au travers des groupes d'études et de recherches centrés sur des problématiques particulières. Certains sont labellisés par la SFSIC comme le groupe d'études sur les communications organisationnelles (Org&Co) ou le Groupe « Industrialisation de la formation ».

## Auteurs liés aux sciences de l'information et de la communication
En France, la discipline universitaire regroupe désormais plus de 700 enseignants-chercheurs (dont près de 80 % au grade de maître de conférences), c'est-à-dire davantage que la science politique ou les sciences de l'éducation, et à peine moins que la sociologie.
Parmi les auteurs les plus fréquemment cités, on trouve (par ordre alphabétique) : Fabrice d'Almeida, Anne-Claude Ambroise-Rendu, Ghislaine Azémard, Jean-Pierre Balpe, Francis Balle, Roland Barthes, Gregory Bateson, Denis Bertrand, Ray Birdwhistell, Simone Bonnafous, Daniel Bougnoux, Sam Bourcier, Jérôme Bourdon, Jean-Jacques Boutaud, Philippe Breton, Suzanne Briet, David Buxton, Manuel Castells, Ghislaine Chartron, Marlène Coulomb-Gully, Laurent Creton, François Cusset, Bernard Darras, Daniel Dayan, Régis Debray, Christian Delporte, Umberto Eco, Robert Escarpit, Robert Estivals, Emmanuel Ethis, Joëlle Farchy, Patrice Flichy, Georges Friedmann, Michel Foucault, Pekka Himanen, François-Bernard Huyghe, Harold Innis, Geneviève Jacquinot, Francis Jauréguiberry, Yves Jeanneret, François Jost, Elihu Katz, Derrick de Kerckhove, Bernard Lamizet, Pascal Lardellier, Harold Lasswell, Anne-Marie Laulan, Paul Lazarsfeld, Olivier Le Deuff, Cyril Lemieux, Pierre Lévy, Marc Lits, Cécile Méadel, Éric Macé, Éric Maigret, Denis Maréchal, Armand Mattelart, Marshall McLuhan, Jean Meyriat, Louise Merzeau, Bernard Miège, Pierre Mœglin, Jean-Louis Missika, Abraham Moles, Alex Mucchielli, Pierre Musso, Joanna Nowicki, Paul Otlet, Dominique Pasquier, Jacques Perriault, Serge Proulx, Rémy Rieffel, Denis Ruellan, Nathalie Sonnac, Lucien Sfez, Pierre Schaeffer, Claude Shannon, Eliseo Verón, Paul Watzlawick, Warren Weaver, Norbert Wiener, Yves Winkin, Dominique Wolton, Adeline Wrona, Manuel Zacklad...
- Voir Catégorie:Chercheur en communication

## Offre de formation
L'offre de formation en Sciences de l'information et de la communication s'est beaucoup étoffée ces dernières années : des seuls DUT en « Techniques de l'information et de la communication » des années 1970, on est passé aux DEUG et licences dans les années 1980 (remplacés eux-mêmes par les licences LMD en 2005), aux maîtrises et DEA ou DESS (remplacés par les masters LMD en 2005) et aux doctorats.
En France, de nombreux diplômes ressortissent à la discipline des « Sciences de l'information et de la communication » (71e section du CNU) : 
- la licence en « Information et communication ». Il y en a une trentaine en France, qui préparent tant à la poursuite d'études qu'à l'entrée dans le monde du travail. En 2007, il y avait treize licences disciplinaires à offrir les trois années en formation initiale, et seize diplômes offrant la seule année de spécialisation L3 à des étudiants venant d'autres disciplines avec un Bac + 2.
- la licence professionnelle. Il en existe près d'une centaine, sous des appellations diverses (la mention « Activités et techniques de communication » regroupe 64 formations recensées par l'ONISEP)
- le bachelor universitaire de technologie (BUT, anciens DUT) en « Information – Communication » (19 formations en France, avec quatre options : « Communication d’entreprise », « Journalisme », « Métiers du livre », « Gestion de l'information et du document dans les organisations), ou « Métiers du multimédia et de l'Internet » (MMI, qui remplace le DUT « Services et réseaux de communication » [SRC] depuis 2013).
- le brevet de technicien supérieur (BTS) en « Communication », en « Communication et industries graphiques », en « Design graphique » (s'appelait «Communication visuelle» avant 2013), et en « Métiers de l'audiovisuel ». Selon les chiffres de l'ONISEP (2012), il y a 150 formations qui préparent en France au BTS en « Communication », 119 au BTS en « Communication visuelle », 97 au BTS « Métiers de l'audiovisuel », et 44 au BTS en « Communication et industries graphiques ».
- le certificat d'aptitude au professorat de l'enseignement du second degré (CAPES) en documentation, préparé dans une trentaine d'INSPÉ, qui permet de devenir professeur-documentaliste ou responsable de Centre de documentation et d'information (CDI)
- le master, 1re et 2e année. Il y en a plus de 400 sur le territoire national.
- le doctorat.

Un nombre important de grandes écoles et d'écoles supérieures, souvent privées, offrent également des diplômes qui pourraient s'apparenter à la discipline (le CELSA de Sorbonne Université, l'École française des attachés de presse, l'Institut français de presse et l'École W de l'université Paris-Panthéon-Assas, SciencesCom de l'école de commerce Audencia, etc).
Dans une étude de 2011, les diplômes de sciences de l'information et de la communication sont classées en deuxième place pour les "filières sciences humaines et sociales où l'on réussit" : les diplômés en SIC font état de 90 % de taux d'insertion, 66 % en CDI, et 93 % à temps plein.
Au Québec, la discipline concernée s'appelle simplement « Communication », et offre les diplômes suivants :
- le baccalauréat en communication (cinq universités : Laval, Sherbrooke, UdM, UQAM, UQTR)
- la maîtrise en communication (cinq universités : Laval, Sherbrooke, UdM, UQAM, UQTR)
- le doctorat en communication (quatre universités : Laval, UdM-UQAM-Concordia, UdM, UQTR)

En Belgique, la discipline est proposée par quatre universités (ULB, Liège, Louvain, Haute école Paul-Henri-Spaak) ; en Suisse, par deux universités (Neuchâtel, Haute école de gestion de Genève); au Maroc, par une université (École des Sciences de l'information de Rabat).
En Algérie, la Faculté des Sciences de l'information et de la communication de l'Université d'Alger 3, l’École nationale supérieure de journalisme et de Sciences de l'information (ENSJSI), l'université de Constantine 3 et l'Université Skikda proposent des formations dans cette discipline.

## Technologies de l'information et de la communication
(mai 2023).
Soumises à débat, les « Sciences et technologies de l'information et de la communication » (STIC) sont à la fois un domaine d'application de l'informatique, des statistiques, des mathématiques et de la modélisation mais aussi un champ de recherche des Sciences de l'information et de la communication. Les STIC rejoignent tout autant l'industrie (ex. : télécommunications, reconnaissance des formes, reconnaissance vocale), que les autres domaines scientifiques (ex : médecine, astronomie, sciences sociales, et environnement).
Depuis les années 2010, des rapprochements de plus en plus fréquents se font entre chercheurs en informatique, spécialistes de la modélisation des systèmes complexes et chercheurs en SIC. Ils permettent d'étudier l'impact de l'évolution des techniques sur la communication humaine et leurs conséquences sur le développement de la société.

## Centres de recherche francophones
(Les dates de fondation sont celles données par le Ministère de l'enseignement supérieur et de la recherche.)
- 1988-2021. Laboratoire Communication et politique (LCP, UPR no 3255), du Centre national de la recherche scientifique

- 1991. Groupe de recherche sur les enjeux de la communication (GRESEC, UR no 608), de l'Université Grenoble-Alpes

- 1991. Laboratoire des Sciences de l'information et de la communication (LabSIC, UR no 1803), de l'Université Sorbonne–Paris-Nord

- 1992. Groupe de recherches interdisciplinaires sur les processus d'information et de communication (GRIPIC, UR no 1498), de Sorbonne-Université CELSA

- 1992. Paragraphe (UR no 349), de l'Université de Paris-VIII

- 1992. Institut de recherche sur le cinéma et l'audiovisuel (IRCAV, UR no 185), de l'Université de la Sorbonne-nouvelle

- 1994. Centre de recherche sur les médiations (CREM, UR no 3476), de l'Université de Lorraine

- 1997. Centre d'analyse et de recherche interdisciplinaire sur les médias (CARISM, no 2293), de l'université Paris-Panthéon-Assas

- 1997. Laboratoire interuniversitaire en Sciences de l’éducation et de la communication (LISEC, UR no 2310) de l'Université de Strasbourg, l'Université de Haute-Alsace, et l'Université de Lorraine

- 1999. Centre d'étude des discours, images, textes, écrits et communication (CEDITEC, no 3119), de l’UPEC

- 2000. Laboratoire interdisciplinaire sur les récits, les cultures et les sociétés (LIRCES, UPR no 3159), de l'Université Côte-d'Azur

- 2001. Centre d'études sur les médias, les technologies et l'internationalisation (CEMTI, UR no 3388), de l'Université de Paris-VIII

- 2004. SIC.lab Méditerranée (ex-I3M, UPR no 3820), de l'université de la Côte d'Azur

- 2006. Groupe d'études et de recherche interdisciplinaire en information et communication (GERiiCO, UR no 4073) de l'université de Lille-III

- 2007. Communications, médiations, organisations et savoirs (CIMEOS, UR no 4177), de l’Université de Bourgogne

- 2007. Équipe de recherche de Lyon en communication (ELICO, UR no 4147), de l'Université de Lyon-I

- 2008. Pôle de recherche sur les francophonies, interculturalité, communication, sociolinguistique (PREFICS, UR no 7469), des universités de Rennes-II et de Bretagne-Sud

- 2008. Institut méditerranéen des sciences de l’information et de la communication (IMSIC, UR no 7492), de l’Université de Toulon

- 2009. Médiations, informations, communication, arts (MICA, UR no 4426) de l’université de Bordeaux-Montaigne.

- 2012. Communication et sociétés (ComSocs, no 4647), de l’Université Clermont-Auvergne

- 2012. Laboratoire des sciences et technologies de l'information, de la communication et de la connaissance (Lab-STICC), des universités de Bretagne

- 2014[17]. Laboratoire d'analyse en communication politique et opinion publique (LACPOP), de l'Université du Québec à Montréal
- 2016. Pratiques et ressources de l'information et des médiations (PRIM, UR no 7503), de l'Université de Tours

- 2017. Institut de recherche sur les médias, les cultures, la communication et le numérique (IRMÉCCEN, no 7546), de l'Université de la Sorbonne-nouvelle

- 2018[18]. Académie des controverses et de la communication sensible (association à but non lucratif)
- 2019. Centre Internet et Société (CIS, UPR no 2000), du Centre national de la recherche scientifique

- Protagoras (Bruxelles), de l’Institut des hautes études en communications sociales (IHECS)

#### Ouvrages
- Daniel Bougnoux, Introduction aux sciences de la communication, Paris, La Découverte, coll. Repères, 2011  (ISBN 2707137766)
- Daniel Bougnoux, Sciences de l'information et de la communication, Paris, Larousse, coll. Textes essentiels, 2010  (ISBN 2037410107)
- Daniel Bougnoux, La communication par la bande. Introduction aux sciences de l'information et de la communication, Paris, La Découverte, 2012  (ISBN 2707128678)
- Jean-Jacques Boutaud & Karine Berthelot-Guiet (coord.), Sémiotique mode d’emploi, Paris, éditions du Bord de l'eau, 2015  (ISBN 978-2-35687-359-0) (BNF 44497444)
- CPDirSIC (Conférence permanente des directeurs·rices des unités de recherches en sciences de l'information et de la communication), Dynamiques des recherches en sciences de l'information et de la communication, 2018 (CC BY-NC-ND 4.0).
- Éric Dacheux, Les sciences de l'information et de la communication, Paris, CNRS, coll. Les essentiels d'Hermes, 2009  (ISBN 2271068738)
- Bernard Miège, Sciences de l'information et de la communication. Objets, savoirs, discipline, Grenoble, Presses universitaires de Grenobles, coll. Communication en plus, 2009  (ISBN 2706112948)
- Jean-Michel Salaün, Introduction aux sciences de l'information, Paris, La Découverte, coll. Grands Repères, 2010  (ISBN 2707159336)
- Jean-François Sirinelli (coord.), Carpentier JB, Galinon-Mélénec B., Joly J., Martinet B., Meyriat J., Missika JL., Salomon JC., Tetu JF, État des lieux des Sciences de l’Information et de la Communication, CNE, 1993, Voir le rapport d’évaluation
- Robert Boure, Les origines des sciences de l'information et de la communication, Septentrion, coll. Communication, 2011  (ISBN 2859397450)
- Alex Mucchielli, Les sciences de l'information et de la communication, Paris, Hachette, coll. Les Fondamentaux, 2010  (ISBN 2011457149)
- Françoise Albertini, Nicolas Pélissier, Les sciences de l'information et de la communication à la rencontre des Cultural Studies, Paris, L'Harmattan, coll. Communication et Civilisation, 2009  (ISBN 2296106897)
- Yves-François Le Coadic, Science de l'information, Paris, Puf, coll. Que sais-je ?, 2004  (ISBN 2130547494)
- Stéphane Olivesi (coord.), Sciences de l'information et de la communication, Grenoble, Presses universitaires de Grenoble, coll. Communication en plus, 2006  (ISBN 2706112948)
- Dominique Wolton, Les sciences de l'information et de la communication. Savoirs et pouvoirs, Paris, CNRS Editions, coll. Revue Hermes, 2004  (ISBN 2271062446)
- Jean-Paul Metzger, Médiation et représentation des savoirs. Recherche en sciences de l'information et de la communication, Paris, L'Harmattan, coll. Communication et Civilisation, 2004  (ISBN 2747562557)
- Serge Cacaly, Dictionnaire de l'information. Sciences, technologie et management, Paris, Armand Colin, coll. Dictionnaires, 2004  (ISBN 2200266820)
- Gérard Régimbeau, « Sciences de l'information-communication et Histoire », Millénaire 3: Prospective de la Métropole de Lyon,‎ 23 juin 2023, [en ligne] (lire en ligne, consulté le 25 mai 2023)

#### Quelques revues spécialisées
- Études de communication
- Le Temps des médias
- Questions de communication
- Revue de la Bibliothèque nationale de France
- Médiamorphoses
- Revue Hermès